# Copa Amèrica d'hoquei sobre patins masculina 2008

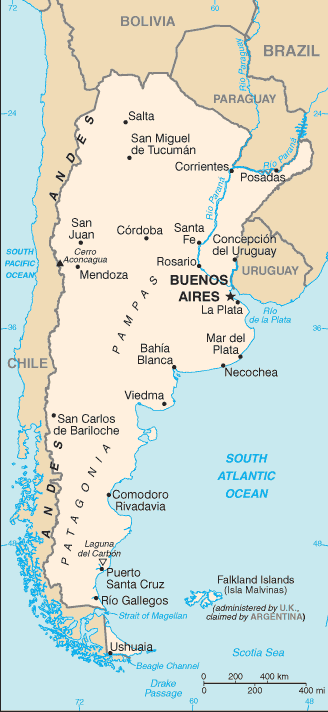
Localització de Buenos Aires a l'Argentina

La Copa Amèrica 2008 es disputà entre el 14 i el 19 de juliol del 2008 a la ciutat argentina de Buenos Aires amb la participació de les seleccions masculines d'hoquei patins del Brasil, Argentina, Catalunya, Xile, i Uruguai. Els partits es disputaren a la Pista del Club Atlético Huracán emmarcats en la celebració del centenari del club.
Els àrbitres que van prendre part en aquesta competició foren: Marc Soler (Catalunya); Luis Alesandrino (Brasil); Luis Reyes (Xile); i Marcelo Saab, Néstor Castro i Daniel Costa (Argentina).
A la vigília del campionat, el combinat de Paraguai es retirà de la competició, i fou substituït per la Selecció Portenya, equip format per jugadors sots-20 de Buenos Aires, sense que els seus resultats puntuessin al torneig.
La televisió pública catalana va retransmetre la final i la semifinal que va disputar Catalunya contra Brasil (23:45h del divendres 18) i Argentina (00:30h del dissabte 19) respectivament. Tots dos van ser emesos en directe pel canal 33 i comentats pel periodista Joan Ramon Vallvé i el capità de la selecció de l'Uruguai Claudio Maeso. La cadena Catalunya Ràdio també va emetre en directe la final, amb un programa especial que s'inicià mitja hora abans del matx. Paral·lelament, cadena argentina Radio Patinando va emetre la final del torneig a través d'Internet i de les ones hertzianes.
Durant la tarda (hora local) del dia previ a la competició, els equips van tenir l'oportunitat de provar la Pista del Club Atlético Huracán, recinte on es va disputar tot el campionat. Els primers van ser els brasilers (19:15h), els segons els catalans (19:30h) i els tercers els xilens (19:45h). Posteriorment, van tenir l'oportunitat les seleccions de l'Uruguai (20h), Portenya (20:15h) i Argentina (20:30h). Ja l'endemà, se celebrà a les 11h un congrés de delegats i a les 13h una conferència de premsa de presentació de la competició (hora local).

## Participants[6]
| Equips | Equips            |
| ------ | ----------------- |
|        | Argentina         |
|        | Brasil            |
|        | Catalunya         |
|        | Selecció Portenya |
|        | Uruguai           |
|        | Xile              |

### Argentina
La selecció de l'Argentina, es presentà com la defensora del títol aconseguit a l'edició anterior. Quatre vegades campiona del món (1978, 1984, 1995 i 1999), era una clara aspirant a conquerir el títol després d'haver quedat en tercer lloc al Campionat del Món "A" 2007 disputat a Montreux (Suïssa).
| Dorsal | Nom             | Posició       | Equip                 |
| ------ | --------------- | ------------- | --------------------- |
| 1      | Rafael Ábalos   | porter        | Banco Mendoza         |
| 2      | Emanuel Cordamo |               | CA Huracán            |
| 3      | Lucas Ordoñez   | davanter      | CP Tenerife           |
| 4      | Lucas Martínez  | davanter      | Petroleros de Mendoza |
| 5      | Reinaldo García | davanter      | HC Liceo              |
| 6      | Pablo Martín    | defensa       | CDU Estudiantil       |
| 7      | Gonzalo Gómez   | defensa       | Hockey Breganze       |
| 8      | Esteban Ábalos  | defensa       | Bassano Hockey 54     |
| 9      | José García     | davanter      | Centro Valenciano     |
| 10     | César Fraifer   | porter        | Centro Valenciano     |
|        | Miguel Gómez    | seleccionador |                       |

### Brasil
La selecció canarinha es va presentar al torneig amb la voluntat de fer un bon paper després que les seves millors estrelles estiguessin convocades amb els clubs europeus on militen, obligant els jugadors més joves i poc experimentats a fer-se un lloc a l'equip. Els seus darrers resultats en competició oficial havien estat un vuitè lloc al Campionat del Món "A" 2005 i un setè al Campionat del Món "A" 2007.
| Dorsal | Nom                      | Posició       | Equip               |
| ------ | ------------------------ | ------------- | ------------------- |
| 1      | Marcelo Tová             | porter        | Sertãozinho HC      |
| 2      | Rubens da Costa "Rubão"  | defensa       | Sertãozinho HC      |
| 3      | Rafael Novaes "Ceará"    | defensa       | Sport Recife        |
| 4      | Rodrigo Bezerra          |               | Portuguès de Recife |
| 5      | Rivaldo Dias "Bananinha" | davanter      | Sport Recife        |
| 6      | Jacson Nascimento        | davanter      | Portuguès de Recife |
| 7      | Luis Antonio d'Azevedo   | mig           | Sport Recife        |
| 8      | Breno Vieira             | davanter      | Clube Nautico       |
| 9      | Lucas Gouveia            | defensa       | Sport Recife        |
| 10     | Eduardo Souto            | porter        | Sport Recife        |
|        | Antônio Cavallaro        | seleccionador |                     |

### Catalunya
Catalunya, una de les potències més importants en l'hoquei patins, era una clara aspirant al títol després del subcampionat aconseguit a la Copa Amèrica 2007. El conjunt català acabava de guanyar quinze dies abans la Blanes Golden Cup davant d'algunes de les millors seleccions europees. En el seu historial la selecció catalana també comptava amb el títol aconseguit al Campionat del Món "B" 2004, la Golden Cup 2004 i 2005.
Abans d'iniciar el viatge a terres americanes, el combinat català va fer quatre sessions d'entrenament, dues al Pavelló Municipal de Tordera (7 i 10 de juliol) i dues al Pavelló Olímpic de l'Ateneu Agrícola de Sant Sadurní d'Anoia (8 i 9 de juliol). L'expedició sortí el dissabte 12 de juliol a les 5:30h des de l'aeroport del Prat cap a Buenos Aires, via Madrid.
El 17 de juliol, un cop la selecció s'havia classificat per semifinals, va aprofitar la jornada per visitar part de la ciutat i dinar al Casal de Catalunya de Buenos Aires.
| Dorsal | Nom               | Posició       | Equip         |
| ------ | ----------------- | ------------- | ------------- |
| 1      | David Arellano    | porter        | CP Vilanova   |
| 2      | Roger Rocasalbas  | defensa       | CP Vilanova   |
| 3      | David Cáceres     | defensa/mig   | CE Noia       |
| 4      | Joan Manel Grasas | defensa/mig   | HC Liceo      |
| 5      | Romà Bancells     | defensa       | CP Vic        |
| 6      | "Jepi" Selva      | davanter      | CE Noia       |
| 7      | Raül Pelicano     | davanter      | Igualada HC   |
| 8      | Jordi Molet       | davanter      | Reus Deportiu |
| 9      | Xavi Lladó        | defensa/mig   | CH Lloret     |
| 10     | Jaume Llaverola   | porter        | HC Liceo      |
|        | Jordi Camps       | seleccionador |               |

### Selecció Portenya
Davant de la inesperada baixa en últim moment de la selecció del Paraguai, es formà aquest equip amb jugadors de la ciutat de Buenos Aires amb edats inferiors als vint anys. Tot i no formar part del torneig a nivell competitiu perquè els seus resultats no van ser tinguts en compte, la motivació més important d'aquest equip a la Copa Amèrica fou l'adquisició d'experiència esportiva davant de bons jugadors, alguns d'ells professionals.
| Dorsal | Nom               | Posició       | Equip              |
| ------ | ----------------- | ------------- | ------------------ |
| 1      | Santiago González | porter        | C. de Buenos Aires |
| 2      | Sanabria          |               | Club Harrods       |
| 3      | Marcos Dualde     |               |                    |
| 4      | Lucas Escary      | defensa       | C. de Buenos Aires |
| 5      | Facundo Fameli    |               |                    |
| 6      | Ezequiel Bruno    |               | Club Harrods       |
| 7      | Gastón Caram      |               | CA Vélez Sársfield |
| 8      | Mariano Koon      |               | C. de Buenos Aires |
| 9      | Fabián Tornamira  | porter        | CA Vélez Sársfield |
|        |                   | seleccionador |                    |

### Uruguai
Uruguai es presentava amb la intenció de millorar el seu nivell, que en els darrers anys l'havia situat entre la quarta i la setena posició del Mundial B.
| Dorsal | Nom                | Posició       | Equip          |
| ------ | ------------------ | ------------- | -------------- |
|        | Mariano Vignapiano | porter        |                |
|        | Alexis Mazursky    |               |                |
|        | Alzugaray          |               |                |
|        | Ignacio Barran     |               |                |
|        | Claudio Maeso      |               | PHC Sant Cugat |
|        | Hernán Mazursky    |               |                |
|        | Velasco            |               |                |
|        | Rodríguez          |               |                |
|        |                    |               |                |
|        |                    | porter        |                |
|        |                    | seleccionador |                |

### Xile
La selecció andina es va presentar a la Copa Amèrica amb les credencials d'haver quedat desena al Campionat del Món "A" 2005 i onzena al Campionat del Món "A" 2007. Però el seleccionador xilè, Rodolfo Oyola, va apostar en aquesta ocasió per un equip molt jove.
| Dorsal | Nom               | Posició       | Equip                   |
| ------ | ----------------- | ------------- | ----------------------- |
| 1      | Javier Villalobos | porter        | Saint Mary Joseph HC    |
| 2      | Diego Miranda     |               | CD Universidad Católica |
| 3      | Gonzalo Andrade   |               | CSA de Pamplona         |
| 4      | Jorge Salgado     |               |                         |
| 5      | Nicolás Fernández |               | Saint Mary Joseph HC    |
| 6      | Ricardo Cáceres   |               |                         |
| 7      | Bastián Osorio    |               | CH Thomas Bata          |
| 8      | Marcelo Calabrese |               | CD Universidad Católica |
| 9      | Nicolás Flores    |               |                         |
| 10     | Mathias Escudero  | porter        | Universidad de Chile    |
|        | Rodolfo Oyola     | seleccionador |                         |

## Fase Regular
Els horaris corresponen a l'hora de l'Argentina (zona horària: UTC-3), als Països Catalans són 5 hores més.

### Llegenda
A les taules següents:
| Pts = Punts totals PJ = Partits jugats PG = Partits guanyats PE = Partits empatats PP = Partits perduts GF = Gols a favor |  | GC = Gols en contra DG = Diferència de gols (GF-GC) Ressaltat en verd = Equip classificat per la segona fase. Ressaltat en vermell = Equip eliminat per la segona fase. (p) = Gol de penalti (fd) = Gol de falta directa |  |  |

### Classificació
| Equip         | Pts | PJ | PG | PE | PP | GF | GC | DG  |
| ------------- | --- | -- | -- | -- | -- | -- | -- | --- |
| Catalunya     | 12  | 4  | 4  | 0  | 0  | 26 | 4  | +22 |
| Argentina     | 9   | 4  | 3  | 0  | 1  | 34 | 6  | +28 |
| Xile          | 6   | 4  | 2  | 0  | 2  | 12 | 17 | -5  |
| Brasil        | 3   | 4  | 1  | 0  | 3  | 5  | 23 | -18 |
| Uruguai       | 0   | 4  | 0  | 0  | 4  | 4  | 31 | -27 |
| Sel. Portenya | -   | -  | -  | -  | -  | -  | -  | -   |

### Resultats
| 14 de juliol (17:30) |     |               |                                 |
| Brasil               | 3-5 | Sel. Portenya | Pista del Club Atlético Huracán |
|                      |     |               | Pista del Club Atlético Huracán |

| 14 de juliol (19:00)                                           |                      |              |                                 |
| Catalunya                                                      | 8-1                  | Xile         | Pista del Club Atlético Huracán |
| Selva 8', 11', 20', 24' Molet 12', 34' (p), 34' Rocasalbas 39' | [ 16 ] [ 17 ] [ 18 ] | Fernández 18 | Pista del Club Atlético Huracán |

| 14 de juliol (20:30)    |
| Cerimònia d'inauguració |

| 14 de juliol (21:00)                                                                                         |      |              |                                                               |
| Argentina | 14-1 | Uruguai      | Pista del Club Atlético Huracán Àrbitres: M. Soler i L. Reyes |
| E. Ábalos 1', 29' J. García 6', 9', 26' Gómez 7', 28', 29' Martín 10' Ordóñez 18', 32', 34', 37' Cordamo 39' |      | Mazursky 16' | Pista del Club Atlético Huracán Àrbitres: M. Soler i L. Reyes |

| 15 de juliol (18:00) |        |      |                                 |
| Uruguai              | 2-7    | Xile | Pista del Club Atlético Huracán |
|                      | [ 19 ] |      | Pista del Club Atlético Huracán |

| 15 de juliol (19:30)                                         |               |                                   |                                                                     |
| Catalunya                                                    | 6-3           | Sel. Portenya                     | Pista del Club Atlético Huracán Àrbitres: L. Alesandrino i L. Reyes |
| Pelicano 11' Selva 18', 29' Bancells 19' Rocasalbas 37', 39' | [ 20 ] [ 21 ] | Escary 14' (p) Koon 27' Caram 31' | Pista del Club Atlético Huracán Àrbitres: L. Alesandrino i L. Reyes |

| 15 de juliol (21:00)                                                                                     |      |        |                                                               |
| Argentina                                                                                                | 11-0 | Brasil | Pista del Club Atlético Huracán Àrbitres: L. Reyes i M. Soler |
| J. García 7', 7' Ordóñez 14', 26' E. Ábalos 14' Cordamo 23' Martín 25', 39' R. García 29' Gómez 36', 39' |      |        | Pista del Club Atlético Huracán Àrbitres: L. Reyes i M. Soler |

| 16 de juliol (9:30)                                                                                      |     |               |                                 |
| Uruguai                                                                                                  | 2-3 | Sel. Portenya | Pista del Club Atlético Huracán |
| J. García 7', 7' Ordóñez 14', 26' E. Ábalos 14' Cordamo 23' Martín 25', 39' R. García 29' Gómez 36', 39' |     |               | Pista del Club Atlético Huracán |

| 16 de juliol (11:00)                                                                |               |        |                                                                |
| Catalunya                                                                           | 8-0           | Brasil | Pista del Club Atlético Huracán Àrbitres: N. Castro i D. Costa |
| Bancells 1' Selva 4', 35' Grasas 12' Molet 18', 28' Cáceres 33' (fd) Rocasalbas 39' | [ 22 ] [ 23 ] |        | Pista del Club Atlético Huracán Àrbitres: N. Castro i D. Costa |

| 16 de juliol (12:30)                            |        |             |                                 |
| Argentina                                       | 6-1    | Xile        | Pista del Club Atlético Huracán |
| J. García (3) Ordóñez (1) Gómez (1) Cordamo (1) | [ 24 ] | Salgado (1) | Pista del Club Atlético Huracán |

| 16 de juliol (18:00)                            |     |             |                                 |
| Brasil                                          | 4-1 | Uruguai     | Pista del Club Atlético Huracán |
| J. García (3) Ordóñez (1) Gómez (1) Cordamo (1) |     | Salgado (1) | Pista del Club Atlético Huracán |

| 16 de juliol (19:30)                            |     |               |                                 |
| Xile                                            | 1-1 | Sel. Portenya | Pista del Club Atlético Huracán |
| J. García (3) Ordóñez (1) Gómez (1) Cordamo (1) |     | Salgado (1)   | Pista del Club Atlético Huracán |

| 16 de juliol (21:00)                    |                      |                                                 |                                                                     |
| Argentina                               | 3-4                  | Catalunya                                       | Pista del Club Atlético Huracán Àrbitres: L. Alesandrino i L. Reyes |
| J. García 25' R. García 33' Ordóñez 34' | [ 25 ] [ 26 ] [ 27 ] | Rocasalbas 14' Bancells 15' Molet 26' Lladó 31' | Pista del Club Atlético Huracán Àrbitres: L. Alesandrino i L. Reyes |

| 17 de juliol (18:00) |               |                                                                |                                                                     |
| Uruguai              | 0-6           | Catalunya                                                      | Pista del Club Atlético Huracán Àrbitres: L. Alesandrino i L. Reyes |
|                      | [ 28 ] [ 29 ] | Bancells 7' Molet 8' Selva 9' Molet 13' Bancells 34' Lladó 39' | Pista del Club Atlético Huracán Àrbitres: L. Alesandrino i L. Reyes |

| 17 de juliol (19:30) |        |                                       |                                 |
| Brasil               | 1-3    | Xile                                  | Pista del Club Atlético Huracán |
|                      | [ 30 ] | Fernández (1) Miranda (1) Cáceres (1) | Pista del Club Atlético Huracán |

| 17 de juliol (21:00)                             |     |               |                                 |
| Argentina                                        | 6-0 | Sel. Portenya | Pista del Club Atlético Huracán |
| Ordóñez 2', 7', 8' Cordamo 25', 30' Martínez 38' |     |               | Pista del Club Atlético Huracán |

## Fase Final
|  | Semifinals                                                  | Semifinals                                                  |   |                                                             | Final                                                       | Final |
|  |                                                             |                                                             |   |                                                             |                                                             |       |
|  | 18 de juliol - Buenos Aires Pista del Club Atlético Huracán |                                                             |   |                                                             |                                                             |       |
|  | Catalunya                                                   | 4                                                           |   |                                                             |                                                             |       |
|  | Brasil                                                      | 2                                                           |   |                                                             |                                                             |       |
|  |                                                             |                                                             |   |                                                             |                                                             |       |
|  |                                                             |                                                             |   |                                                             | 19 de juliol - Buenos Aires Pista del Club Atlético Huracán |       |
|  |                                                             |                                                             |   |                                                             | Catalunya                                                   | 3     |
|  |                                                             | Argentina                                                   | 4 |                                                             |                                                             |       |
|  |                                                             |                                                             |   |                                                             |                                                             |       |
|  |                                                             |                                                             |   |                                                             |                                                             |       |
|  |                                                             |                                                             |   |                                                             | Tercer lloc                                                 |       |
|  | 18 de juliol - Buenos Aires Pista del Club Atlético Huracán | 18 de juliol - Buenos Aires Pista del Club Atlético Huracán |   | 19 de juliol - Buenos Aires Pista del Club Atlético Huracán | 19 de juliol - Buenos Aires Pista del Club Atlético Huracán |       |
|  | Argentina                                                   | 3                                                           |   | Brasil                                                      | 1                                                           |       |
|  | Xile                                                        | 1                                                           |   |                                                             | Xile                                                        | 5     |

### Semifinals
| 18 de juliol (18:45)                     |                      |                     |                                                                |
| Catalunya                                | 4-2                  | Brasil              | Pista del Club Atlético Huracán Àrbitres: N. Castro i D. Costa |
| Selva 1' Rocasalbas 9', 18' Bancells 11' | [ 31 ] [ 32 ] [ 33 ] | Costa 1' Novaes 31' | Pista del Club Atlético Huracán Àrbitres: N. Castro i D. Costa |

| 18 de juliol (20:30)          |        |             |                                                                |
| Argentina                     | 3-1    | Xile        | Pista del Club Atlético Huracán Àrbitres: N. Castro i D. Costa |
| E. Ábalos 23', 25' Martín 28' | [ 34 ] | Andrade 29' | Pista del Club Atlético Huracán Àrbitres: N. Castro i D. Costa |

### Cinquè i sisè lloc
| 19 de juliol (15:00) |     |               |                                 |
| Uruguai              | 1-0 | Sel. Portenya | Pista del Club Atlético Huracán |
|                      |     |               | Pista del Club Atlético Huracán |

### Tercer i quart lloc
| 19 de juliol (16:30) |        |      |                                 |
| Brasil               | 1-5    | Xile | Pista del Club Atlético Huracán |
| Novaes               | [ 35 ] |      | Pista del Club Atlético Huracán |

### Final
| 19 de juliol (18:00)                   |               |                                                       |                                                                     |
| Catalunya                              | 3-4           | Argentina                                             | Pista del Club Atlético Huracán Àrbitres: L. Alesandrino i L. Reyes |
| Rocasalbas 4' Càceres 29' Bancells 35' | [ 36 ] [ 37 ] | Ordóñez 11' Gómez 13' R. García 39' Martín 47' (pro.) | Pista del Club Atlético Huracán Àrbitres: L. Alesandrino i L. Reyes |

| 19 de juliol de 2008 19:30 |                      |  |
|                            | Lliurament de premis |  |
|                            |                      |  |

| Argentina        |
| Campió ARGENTINA |

## Classificació final
| Equip | Equip         | Pts | PJ | PG | PE | PP | GF | GC | DG  | Rend  |
| ----- | ------------- | --- | -- | -- | -- | -- | -- | -- | --- | ----- |
| 1r    | Argentina     | 15  | 6  | 5  | 0  | 1  | 41 | 10 | +31 | 83,3% |
| 2n    | Catalunya     | 15  | 6  | 5  | 0  | 1  | 33 | 10 | +23 | 83,3% |
| 3r    | Xile          | 9   | 6  | 3  | 0  | 3  | 18 | 21 | -3  | 50%   |
| 4t    | Brasil        | 3   | 6  | 1  | 0  | 5  | 8  | 32 | -24 | 20%   |
| 5è    | Uruguai       | 0   | 4  | 0  | 0  | 4  | 4  | 31 | -27 | 0%    |
| 6è    | Sel. Portenya | -   | -  | -  | -  | -  | -  | -  | -   | -     |

## Premis
- Màxim golejador:
- Millor jugador:  Lucas Ordóñez
- Millor porter:  Jaume Llaverola